# National Security Space Launch

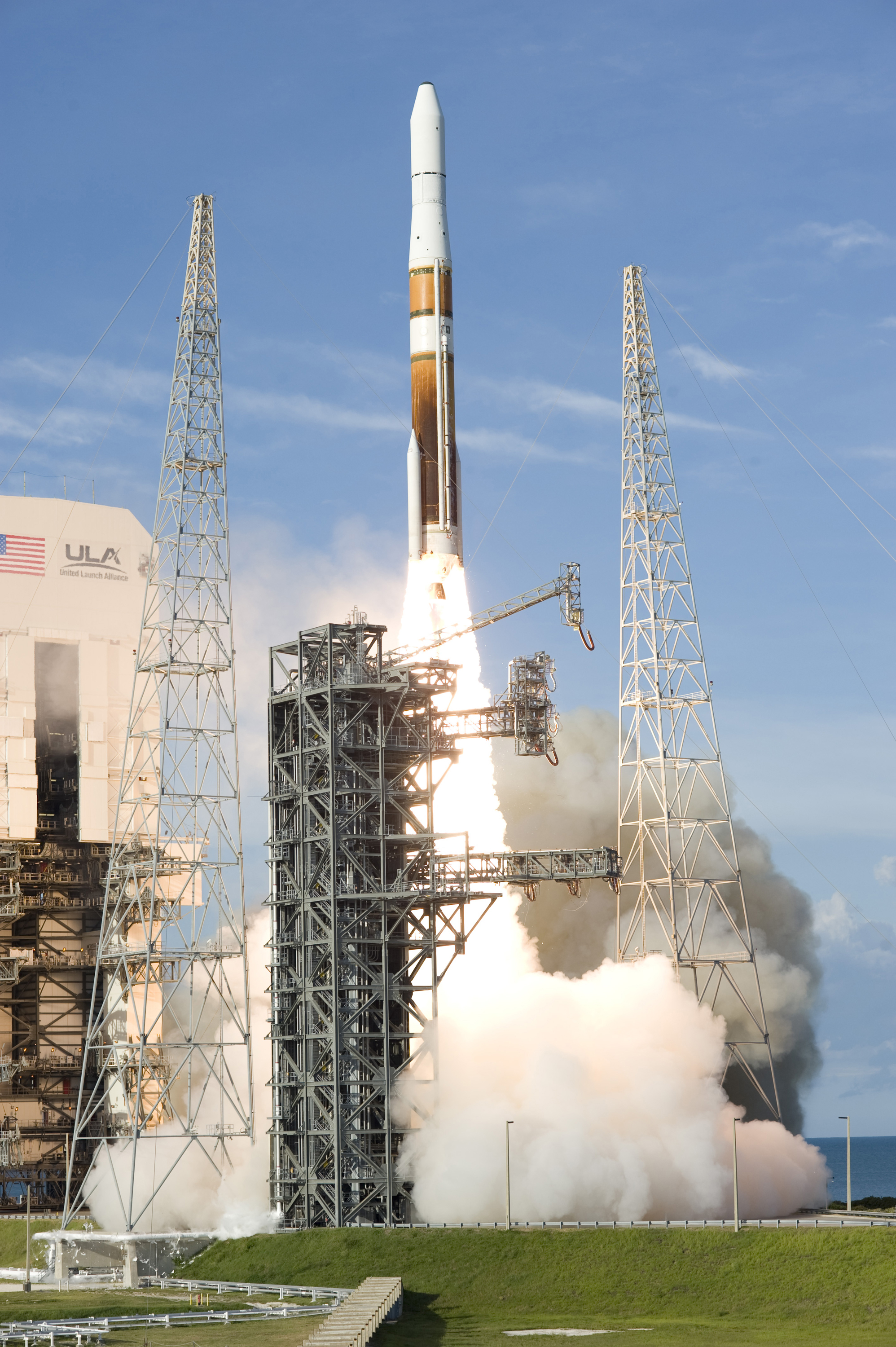
O sistema de lançamento Delta IV ativo a partir do SLC-37. Muitos elementos do sistema são claramente visíveis, incluindo serviço de estruturas fixas e móveis. A plataforma está oculta por gases expelidos.

National Security Space Launch (NSSL), antigamente Evolved Expendable Launch Vehicle (EELV), é um programa de veículo de lançamento descartável da Força Aérea dos Estados Unidos (USAF), cuja missão é garantir o acesso ao espaço do Departamento de Defesa e outros encargos de governo estadunidense. O programa, que começou na década de 1990 com o objetivo de tornar o lançamento espacial mais acessível e confiável para o governo, resultou no desenvolvimento de dois sistemas de lançamento, o Delta IV e Atlas V. Ambos os sistemas de entrega são o principal métodos para lançar satélites militares dos Estados Unidos.